# Girolamo Doria
Girolamo Doria (Génova, 1495 - ib, 25 de marzo de 1558) fue un eclesiástico italiano.

## Biografía
Nacido en el seno de la ilustre familia de los Doria, en su juventud estuvo casado con Luisa Spinola, con quien tuvo descendencia. Tomó el estado eclesiástico al quedar viudo. 
Clemente VII le creó cardenal en el consistorio de enero de 1529 como recompensa a los servicios que Filippino y Andrea Doria habían hecho al frente de la flota pontificia durante la Guerra de la Liga de Cognac. Recibió el titulus de Santo Tomás en Parione, que en 1555 cambió por el de Santa María en Pórtico de Octavia.  
Fue administrador apostólico de las diócesis de Elne, Nebbio, Noli, Huesca y Jaca, y Tarragona, y participó en los cónclaves en que fueron elegidos papas Paulo III, Julio III, Marcelo II y Paulo IV.  
Fallecido en 1558 a los 63 años de edad, fue sepultado en la iglesia de Santa Maria della Cella de Génova. 